# Agathilla hurdi
Agathilla hurdi är en stekelart som beskrevs av Henry Keith Townes, Jr. 1978. Agathilla hurdi ingår i släktet Agathilla och familjen brokparasitsteklar. Inga underarter finns listade i Catalogue of Life.